# 미리암 디아스 아로카
미리암 디아스 아로카(Miriam Díaz Aroca, 1962년 3월 4일 ~ )는 스페인의 배우, 텔레비전 진행자이다.